# Premières féminines à l'Everest
 (mars 2025).
Motif : Où sont les sources secondaires consacrées à ce thème (et non pas, individuellement, à telle ou telle alpiniste) ?
- Archive Wikiwix
- Bing
- Cairn
- DuckDuckGo
- E. Universalis
- Gallica
- Google
- G. Books
- G. News
- G. Scholar
- Persée
- Qwant
- (zh) Baidu
- (ru) Yandex
- (wd) trouver des œuvres sur Wikidata

| 1. | Préciser le motif de la pose du bandeau. | Précisez le motif de la pose du bandeau en utilisant la syntaxe suivante : {{admissibilité à vérifier\|date=août 2025\|motif=remplacez ce texte par le motif}}                                       |
| 2. | Informer les utilisateurs concernés.     | Pensez à avertir le créateur de l'article, par exemple, en insérant le code ci-dessous sur sa page de discussion : {{subst:avertissement admissibilité à vérifier\|Premières féminines à l'Everest}} |

Cette page liste les premières féminines à l’Everest le plus haut sommet du monde.

## Première féminine (1975)
Le 16 mai 1975, la japonaise Junko Tabei, née le 22 septembre 1939 est la première femme à atteindre le sommet de l'Everest.

## Première féminine sans oxygène (1988)
Le 14 octobre 1988, Lydia Bradey, née le 9 octobre 1961 à Christchurch en Nouvelle-Zélande est la première femme à atteindre le sommet sans oxygène d'appoint, 10 ans après Reinhold Messner et Peter Habeler.

## Première féminine des14 sommets(2010)
Edurne Pasaban, après avoir gravi l'Everest en 2001, devient, avec son ascension du Shishapangma le 17 mai 2010, la première femme à gravir les 14 sommets de plus de 8 000 mètres.

## Première féminine sans oxygène des14 sommets(2011)
L’autrichienne Gerlinde Kaltenbrunner est devenue en 2011 la première femme à gravir les 14 sommets de plus de 8 000 mètres sans oxygène, dont l’Everest.